# Kreis- und Stadtsparkasse Hof
Die Kreis- und Stadtsparkasse Hof (kurz Sparkasse Hof) war die öffentlich-rechtliche Sparkasse in der bayerischen Stadt Hof und Landkreis Hof. Am 12. August 2009 wurde sie in die Sparkasse Fichtelgebirge eingegliedert und diese auf Sparkasse Hochfranken bereits zum 1. August 2009 umfirmiert.

## Organisationsstruktur
Die Sparkasse Hof ist eine Anstalt des öffentlichen Rechts. Rechtsgrundlagen sind das Sparkassengesetz für Bayern und die durch den Verwaltungsrat der Sparkasse erlassene Satzung. Organe der Sparkasse sind der Vorstand und der Verwaltungsrat.

## Geschichte
Die Stadt- und Kreissparkasse Hof ist aus der Fusion der ehemaligen Stadtsparkasse Hof mit der Kreissparkasse Hof entstanden. Das Institut bestand bis Ende 1993 und fusionierte zu diesem Zeitpunkt mit der Sparkasse Naila-Münchberg-Schwarzenbach/S.-Helmbrechts.
Die Sparkasse in Hof verstand sich bis zu diesem Zeitpunkt überwiegend als städtisches öffentlich rechtliches Geldinstitut, sowohl im Logo wurde das Sparkassen-Zeichen im Akzent mit einem individuellen Gestaltungselement (Balken) hinterlegt den man auffällig auch an den Filialen und der Hauptstelle erkennen konnte. So wie z. B. von vielen anderen hauptsächlich städtisch geprägten Sparkassen (z. B. Sparkasse Köln) genutzt hielt sich auch sehr lange die Farbe blau – z. B. als Farbe der Sparkassenbücher.
Weitere Vorgänger-Institute:

### Kreissparkasse Hof, offiziell: Sparkasse Naila-Münchberg-Schwarzenbach/S.-Helmbrechts
Zur Kreissparkasse Hof hatten sich die Sparkassen mit Alt-Landkreis Hof sowie dem ehemaligen Landkreis Münchberg sowie die Vereinigten Sparkassen im Landkreis Naila zusammengeschlossen. Die Sparkassen im ehemaligen Landkreis Rehau gehörten nicht zur früheren Kreissparkasse Hof. Sie sind mit der Sparkasse Selb zusammengegangen und gehörten bis 12. August 2009 zur Sparkasse Fichtelgebirge – einem weiteren der Vorgänger-Institute der heutigen Sparkasse Hochfranken.

### Vereinigte Sparkassen im Landkreis Naila
Die Sparkassen-Organisation im ehemaligen Landkreis Naila ist im Jahr 1937 durch den Zusammenschluss der kommunalen  Sparkassen im Kreisgebiet entstanden. Eine dieser Sparkassen war die 1875 gegründete Stadtsparkasse Lichtenberg.
Die bis Ende 1993 existierende Stadt- und Kreissparkasse Hof fusionierte zu diesem Zeitpunkt mit der Sparkasse Naila-Münchberg-Schwarztenbach/S.-Helmbrechts nunmehr zur Kreis- und Stadtsparkasse und deckte somit ab diesem Zeitpunkt sowohl das Stadtgebiet der kreisfreien Stadt Hof als auch den Landkreis Hof vollständig (bis auf den Bereich Rehau) ab. Mit der Fusion (Eingliederung) mit der Sparkasse Fichtelgebirge zur Sparkasse Hochfranken werden die Landkreise Hof mit Stadt Hof und der Landkreis Wunsiedel durch das neue Institut betreut.